# Now (The Walking Dead)
«Ahora»—título original en inglés: «Now» — es el quinto episodio de la sexta temporada de la serie de televisión The Walking Dead. Se estrenó el 8 de noviembre de 2015 en Estados Unidos por la cadena televisiva AMC y en Latinoamérica el 9 de noviembre de 2015 por Fox. Fue dirigido por Avi Youabian y Corey Reed estuvo a cargo del guion. Este episodio se trata de las secuelas del ataque de los lobos en Alexandría.

## Argumento
Mientras los alexandrinos limpian la comunidad después de la invasión de los Lobos, Rick (Andrew Lincoln) aparece corriendo hacia la puerta, gritando para que se abra, mientras lo persiguen un enjambre de caminantes que escaparon de la manada principal. Entra antes de que los caminantes rodeen la ciudad e instruye a la gente del pueblo a mantener el ruido y la luz a un mínimo hasta que regrese el resto de su equipo. Aaron (Ross Marquand) confiesa tristemente que los Lobos descubrieron la zona segura gracias a él, lo que destruye lo que queda de los espíritus de la ciudad. Esa noche, un borracho Spencer (Austin Nichols) tiene una discusión enojada con su madre, Deanna (Tovah Feldshuh), durante la cual él la culpa de las muertes de su padre y hermano. En otra parte, Carl (Chandler Riggs) se acerca a Ron (Austin Abrams) sobre Enid (Katelyn Nacon), que desapareció durante el ataque de los lobos, y le pide que lo ayude a encontrarla. Ron se niega y amenaza con decirle a Rick si Carl sale de las paredes.
Tara (Alanna Masterson) visita a Denise (Merritt Wever), que está operando a Scott (Kenric Green) que se encuentra muy herido y descubre que Denise está luchando con su falta de conocimiento como médica y quiere dejarlo. Maggie (Lauren Cohan), al enterarse de que Glenn (Steven Yeun) y Nicholas han desaparecido, se arma y se prepara para salir a buscar a Glenn. Aaron insiste en acompañarla, porque sería demasiado peligroso para ella ir sola. Ella accede, y lo sigue a través de una alcantarilla que los lleva debajo de la pared y ambos evitan a los caminantes los rodeen. Después de defenderse de un par de caminantes en la alcantarilla, llegan a la salida, solo para descubrir que la parte trasera de la manada está justo afuera. Abatida sentimentalmente, Maggie admite la derrota y le revela a Aaron que está embarazada.
Con la moral en su punto más bajo en Alexandría, Jessie (Alexandra Breckenridge) va a ver a la viuda de David, Betsy (Jasmine Kaur), pero descubre que se suicidó y la encuentra zombificada. La conmoción llama la atención de los otros ciudadanos y en su presencia, Jessie mata a la reanimada Betsy. Ella les dice que deben de entender cómo son las cosas en el exterior y que luchar es la nueva realidad con la que deben vivir. Esto permite que el resto de la ciudad comience a tomar medidas. Ron va a buscar a Rick y le dice que está listo para aprender a manejar un arma, mientras que Maggie y Aaron borran los nombres de Glenn y Nicholas de la pared conmemorativa que se creó, con la esperanza de que aún estén vivos. Denise lee las publicaciones médicas y presenta una solución para salvar a Scott. Más tarde, ella encuentra a Tara y la besa en los labios.
Esa noche, Rick y Deanna conversan sobre los eventos recientes; Deanna admite que no es apta para dirigir la ciudad y nombra a Rick el nuevo líder de Alexandría. Más tarde, él visita a Jessie en su garaje, y se besan, Deanna mientras tanto, mira de manera desafiante a los caminantes y va a la puerta y la golpea de forma hostil. Sin embargo, cuando se marcha, no se da cuenta de un pequeño chorro de sangre a través de una grieta en la pared.

## Producción
Norman Reedus, Michael Cudlitz, Sonequa Martin-Green y Seth Gilliam no aparecen en este episodio, pero son acreditados.

## Recepción

### Crítica
El episodio recibió comentarios positivos y negativos de los críticos. En la actualidad tiene una calificación de 46%, con una puntuación media de 5,8 sobre 10 en Rotten Tomatoes, con el consenso crítico que es que "proporciona descripciones más profundas de algunos de los tripulantes de Alexandría - pero a costa de promover las historias de The Walking Dead los personajes que realmente importan." Brian Moylan de The Guardian, en su reseña del episodio, comentaron que el episodio no explica cómo Rick se escapó de la caravana y se estancó en "Thank You" y lo describió como "un repuesto, episodio tranquila, lleno de momentos de incertidumbre y tensión." Ron Hogan de Den of Geek elogió el desempeño de Tovah Feldshuh, bajo la dirección de Youabian y la escritura de Reed, y describió el episodio como "rápido y pesado discurso ". Alex Straker de The Independent señaló que el episodio "es algo de una rareza, un episodio que sugiere inicialmente una hora más adrenalina pesada de acción intensa, pero en realidad nunca cumple lo que promete."

### Índice de audiencia
El episodio promedió una calificación de 6.2 en adultos 18-49 y 12.44 millones de espectadores en general, una disminución del episodio anterior, que promedió una calificación de 6,8 y 13,34 millones.